# Grube Adler
Die Grube Adler ist eine ehemalige Buntmetallerz-Grube im Schmelztal auf halber Strecke zwischen Bad Honnef und Aegidienberg im Rhein-Sieg-Kreis in Nordrhein-Westfalen.

## Geschichte
Die erste urkundliche Erwähnung der Grube Adler stammt vom 10. November 1843. Dabei handelt es sich um die Verleihungsurkunde mit den Schürfrechten auf Blei-, Zink- und Kupfererze an Christian Rhodius aus Linz am Rhein, die am 28. Juli 1851 erneuert wurde. Bei der Grube handelte es sich um ein schmales Längenfeld. Am 29. Dezember 1852 wurde die Pariser Gesellschaft Donon, Aubryet Company neuer Eigentümer. Sie verkaufte das Bergwerk am 3. August 1853 an die Gesellschaft für Rheinischen Bergwerks- und Hüttenbetrieb in Köln. Seit Oktober 1853 war die 1837 von dem belgischen Bankier und Industriellen François-Dominique Mosselman gegründete „Société Anonyme des Mines et Fonderies de Zinc de la Vieille-Montagne“ (AG des Altenbergs) neuer Eigentümer und blieb es für die weitere Zukunft. Aufgrund eines Umwandlungsantrags vom 2. Oktober 1865 wurde das ursprüngliche Längenfeld  am 16. Dezember 1866 in ein Geviertfeld umgewandelt.

## Betrieb und Anlagen
Der Erzgang hatte eine Mächtigkeit von etwa einem Meter. Die Erze wurden zunächst durch einen 50 Meter langen Stollen gefördert. Es folgte ein 15 Meter tiefer angelegter Stollen, der um 1850 bereits 175 Meter in den Berg vorgetrieben war. Insgesamt hatte das Bergwerk drei Stollen und zwei Schächte.
- Siehe auch: Liste der Erzgruben im Rhein-Sieg-Kreis